# Резонанс. Часть 2
«Резонанс. Часть 2» — тринадцатый студийный альбом рок-группы «Сплин», ставший 25 сентября 2014 года доступным для онлайн-прослушивания. На CD альбом вышел 2 октября. 5 сентября появилась новая песня «Оркестр» с второй части альбома «Резонанс».

## Список композиций
Слова и музыка всех песен — Александр Васильев.
| №                   | Название                 | Длительность |
| ------------------- | ------------------------ | ------------ |
| 1.                  | «Красота»                | 2:58         |
| 2.                  | «Оркестр»                | 4:11         |
| 3.                  | «Песня на одном аккорде» | 4:10         |
| 4.                  | «Два плюс один»          | 2:37         |
| 5.                  | «Полная луна»            | 2:38         |
| 6.                  | «Танцуй!»                | 4:10         |
| 7.                  | «Симфония»               | 2:54         |
| 8.                  | «Нефть»                  | 2:14         |
| 9.                  | «Пожар»                  | 2:53         |
| 10.                 | «Шахматы»                | 5:53         |
| 11.                 | «Исчезаем в темноте»     | 4:05         |
| Общая длительность: | Общая длительность:      | 39:47        |

## Участники записи
«Сплин»
- Александр Васильев — голос, гитары
- Алексей Мещеряков — барабаны
- Вадим Сергеев — гитары
- Дмитрий Кунин — бас-гитара
- Николай Ростовский — клавишные, орган, терменвокс

Студия звукозаписи «Добролёт»
- Андрей Алякринский — звукорежиссёр
- Борис Истомин — мастеринг

Другие участники:
- Роман Парыгин — труба (3)
- Гуля Наумова — скрипки
- Наташа Назарова — виолончель (1, 2, 5, 7, 11)